# Jerry and Marge Go Large
Pour plus de détails, voir Fiche technique et Distribution.
Jerry and Marge Go Large est un film américain réalisé par David Frankel et sorti en 2022. Il s'agit d'une adaptation de l'article de presse du même nom de Jason Fagone (en) et publié dans le Huffington Post revenant sur l'histoire vraie d'un couple ayant trouvé une astuce mathématique et totalement légale pour s’immiscer dans les failles statistiques de la loterie.

## Synopsis
Jerry Selbee et sa femme Marge vivent à Evart dans le Michigan. Jerry vient enfin de prendre sa retraite après avoir travaillé pendant plus de quarante ans sur une chaîne de production. Un jour, Jerry découvre une faille statistique permettant de gagner à la loterie WinFall. Il réussit cela dans le Michigan, puis dans le Massachusetts. Avec l'argent récolté, Jerry et Marge décident d'utiliser le prix en argent pour revitaliser leur ville d'Evart.

## Fiche technique
Sauf indication contraire, les informations mentionnées dans cette section peuvent être confirmées par la base de données cinématographiques IMDb,  présente dans la section « Liens externes ».
- Titre original : Jerry and Marge Go Large
- Réalisation : David Frankel
- Scénario : Brad Copeland, d'après l'article Jerry and Marge Go Large de Jason Fagone (en)
- Musique : Jake Monaco
- Direction artistique : Julian Scalia
- Décors : Russell Barnes
- Costumes : Mary Claire Hannan
- Photographie : Maryse Alberti
- Montage : Andrew Marcus
- Production : Amy Baer et Tory Metzger

Producteurs délégués : Thalia Daniel, Jason Fagone, Kevin Halloran et Jennie Lee
- Sociétés de production : Paramount Players, MRC et Levantine Films
- Société de distribution : Paramount+
- Budget : n/a
- Pays de production :  États-Unis
- Langue originale : anglais
- Format : couleur
- Genre : comédie dramatique
- Durée : 96 minutes
- Dates de sortie[2] :
  - États-Unis : 15 juin 2022 (festival de Tribeca)
  - États-Unis : 17 juin 2022 (sur Paramount+)
  - France : 19 août 2022 (sur Paramount+)
- Classification[3] :
  - États-Unis : PG-13
  - France : interdit aux moins de 10 ans

## Distribution
- Bryan Cranston (VF : Stefan Godin) : Jerry Selbee
- Annette Bening (VF : Pauline Larrieu) : Marge Selbee
- Rainn Wilson (VF : Christophe Lemoine) : Bill
- Larry Wilmore (VF : Jean-François Aupied) : Steve
- Michael McKean (VF : Philippe Catoire) : Howard
- Ann Harada (VF : Dominique Lelong) : Shirley
- Jake McDorman (VF : Marc Arnaud) : Doug Selbee
- Anna Camp (VF : Karine Foviau) : Dawn Selbee
- Devyn McDowell : Liz
- Uly Schlesinger : Tyler Langford
- Cheech Manohar : Eric
- Tracie Thoms (VF : Nathalie Homs) : Maya
- Lindsay Rootare (VF : Laëtitia Godès) : Mindy
- Tori Kelly : elle-même

 Source et légende : version française (VF) sur RS Doublage et carton de doublage français.

## Production
En avril 2018, il est annoncé que Levantine Films et Netter Films vont produire une adaptation de l'article Jerry and Marge Go Large de Jason Fagone (en), publié dans le Huffington Post. Brad Copeland (en) est annoncé comme scénariste. En juin 2021, il est annoncé que le projet est développé par Paramount+ qui vient de valider le projet, avec David Frankel à la réalisation et Bryan Cranston et Annette Bening dans les rôles-titres.
Le tournage débute en juillet 2021 en Géorgie, alors que Rainn Wilson, Larry Wilmore ou encore Jake McDorman rejoignent la distribution,. En août 2021, Uly Schlesinger, Michael McKean, Anna Camp, Ann Harada et Devyn McDowell sont également confirmés. Les prises de vues ont également lieu à Social Circle

## Sortie et accueil

### Dates de sortie
Le film est présenté aux États-Unis le 15 juin 2022 lors du festival du film de Tribeca,. Il est ensuite diffusé sur Paramount+ aux Etats-Unis deux jours plus tard.

### Critique
Sur l'agrégateur de critiques Rotten Tomatoes, il obtient 68 % d'avis favorables pour 56 critiques et une note moyenne de 6,1⁄10. Le consensus suivant résume les critiques compilées par le site : « Au lieu d'investir sur ses stars extrêmement talentueuses et son histoire factuelle extravagante, Jerry & Marge Go Large parie sur une pile de clichés ». Sur Metacritic, il obtient une note moyenne de 52⁄100 pour 11 critiques.